# Mabel Elwes
Mabel Eleanor Elwes, née le 3 août 1878 à Thornton Heath et morte le 18 novembre 1950 à Cambridge, Massachusetts. Aussi connue sous le nom de Mabel Eleanor Sarton, elle fut à la fois artiste et enseignante. Elle s'est consacrée à divers domaines artistiques, tels que les beaux-arts, la miniature, la reliure, la broderie, la confection de chapeau, ou encore la conception de meubles.
Son mari George Sarton (1884-1956) est un historien des sciences belgo-américain et leur fille May Sarton (1912-1995) est poétesse, romancière et autobiographe.

## Biographie

### Enfance
Mabel Elwes est la fille d'Eleanor Cole (1848-1939) et de Richard Gervase Elwes (1841-1906), un ingénieur en structure britannique. Elle a un frère aîné, Hugh Geoffrey Elwes (1877- ?). La famille a une vision progressiste de la vie et est notamment membre de la South Place Ethical Society, une organisation prônant la libre pensée. On ne sait que peu de choses sur l'enfance et la jeunesse de Mabel Elwes. Le travail de son père l'amène à être affecté à l'étranger à plusieurs reprises et Mabel Elwes ne jouit que de peu de stabilité pendant son enfance.
Néanmoins, cette situation change en 1894 lorsque Mabel Elwes part suivre des cours à la Kensington High School, une école secondaire pour filles fondée par la Girl's Public Day School Company. Après ces études, en automne 1896, elle se rend à l'Institut Charles de Kerchove, à Gand.  Elle combine probablement ses cours à l'Institut de Kerchove avec des études à la Blackheath School of Arts, où elle est initiée à l'art des miniatures. Néanmoins, à partir de 1904, Mabel Elwes décide de résider principalement en Belgique. La même année, elle est adoptée par le couple Dangotte, Adolphe Dangotte (1858-1942) et Léopoldine Coppieters (1860-1912).

### Formations
En 1905, Mabel Elwes et Céline Dangotte, la fille des Dangotte, décident de rejoindre groupe féministe De Flinken, un groupe de femmes socialement engagées à Gand. Elles se rassemblent régulièrement pour discuter de questions de société ainsi que pour se motiver les unes les autres lors de leurs sessions d'étude autonome. Peu de temps après, le groupe rejoint la société masculine Reiner Leven fondée par George Sarton. Une amitié se développe alors entre George Sarton et Mabel Elwes et ils se marieront quelques années plus tard. 
Entre 1905 et 1908, Mabel Elwes est inscrite à l'Académie royale des beaux-arts de Gand. Avec Cécile Boonans (1882-1957) et Madeleine van Thorenburg (1880-1961), Mabel Elwes est l'une des premières femmes admises dans l’atelier de peinture de Jean Delvin (1853-1922). À l'automne 1908, elle part pour Zurich, où elle étudie les arts appliqués à la Kunstgewerbeschule. C'est là qu'elle se forme au métier de relieuse, sous la tutelle de l'artiste Julius de Praetere (1879-1947).
Le 11 juin 1911, Mabel Elwes épouse George Sarton. Ensemble, ils achètent une maison à Wondelgem, où leur fille May Sarton naît le 3 mai 1913. En raison de la Première Guerre mondiale, la famille déménage aux États-Unis en 1915. C'est là que Mabel Elwes fonde deux entreprises où ses modèles de broderie et de meubles sont vendus. Elle enseigne également dans plusieurs écoles, dont la Winsor School de Boston.
Bien que Mabel Elwes retourne en Belgique et en Angleterre à plusieurs reprises, elle s'installe définitivement à Cambridge, aux États-Unis, avec son mari et sa fille jusqu'à sa mort en 1950.

## Carrière

### Œuvres plurielles
L'ensemble des œuvres de Mabel Elwes ne comprend pas moins de neuf médiums différents. Les premières années de sa carrière sont essentiellement consacrées aux beaux-arts, à savoir des miniatures, des aquarelles, des dessins au fusain et aux pastels.
Ce n'est qu'après ses études à la Kunstgewerbeschule qu'Elwes se tourne vers les arts appliqués. Elle suit une formation de reliure, mais se concentre finalement sur la conception de broderies et de meubles. Elle crée principalement des robes, des sacs à main, des taies d'oreiller et des rideaux brodés. Les motifs floraux et végétaux abstraits (fleurs, feuilles, oiseaux, papillons, etc.) sont souvent limités en nombre et sont parfois combinés à des figures géométriques. Une source d'inspiration évidente pour Mabel Elwes est le style de Glasgow et en particulier les créations de l'Écossais Charles Rennie Mackintosh (1868-1928). L'œuvre de Mabel Elwes se situe à la limite entre un style plus floral et un style plus géométrique.
En 1911, Mabel Elwes est officiellement nommée dans l'entreprise de décoration intérieure de sa mère adoptive, Léopoldine Coppieters. Après la mort de celle-ci en 1912, sa fille Céline Dangotte reprend l'entreprise sous le nom de L'Art Décoratif Céline Dangotte (AD/CD). Mabel Elwes continue probablement à dessiner pour cette entreprise jusque tard dans sa vie.

### Expositions
À partir de 1903, Mabel Elwes participe à plusieurs expositions. Il s'agit notamment d'expositions d'associations artistiques belges (par exemple, le Cercle artistique et littéraire et l'Association artistique), ainsi que des salons triennaux et des expositions universelles.
Elle expose également à plusieurs reprises en collaboration avec AD/CD. Dans ce cadre-là, elle crée avec Albert Van Huffel un stand pour la section des arts décoratifs du Salon triennal à Bruxelles en 1914.

## Lectures supplémentaires
- Karel Blondeel, Jan Art, Vrouwelijke schilders in Gent (1880-1914), Licentiaatsverhandeling, Universiteit Gent, 2003.
- Lewis Pyenson, The passion of George Sarton: a modern marriage and its discipline, Philadelphie : American Philosophical Society, 2007.
- May Sarton, A world of light: portraits and celebrations, New York : Norton & Company, 1989.